# Punto di ancoraggio

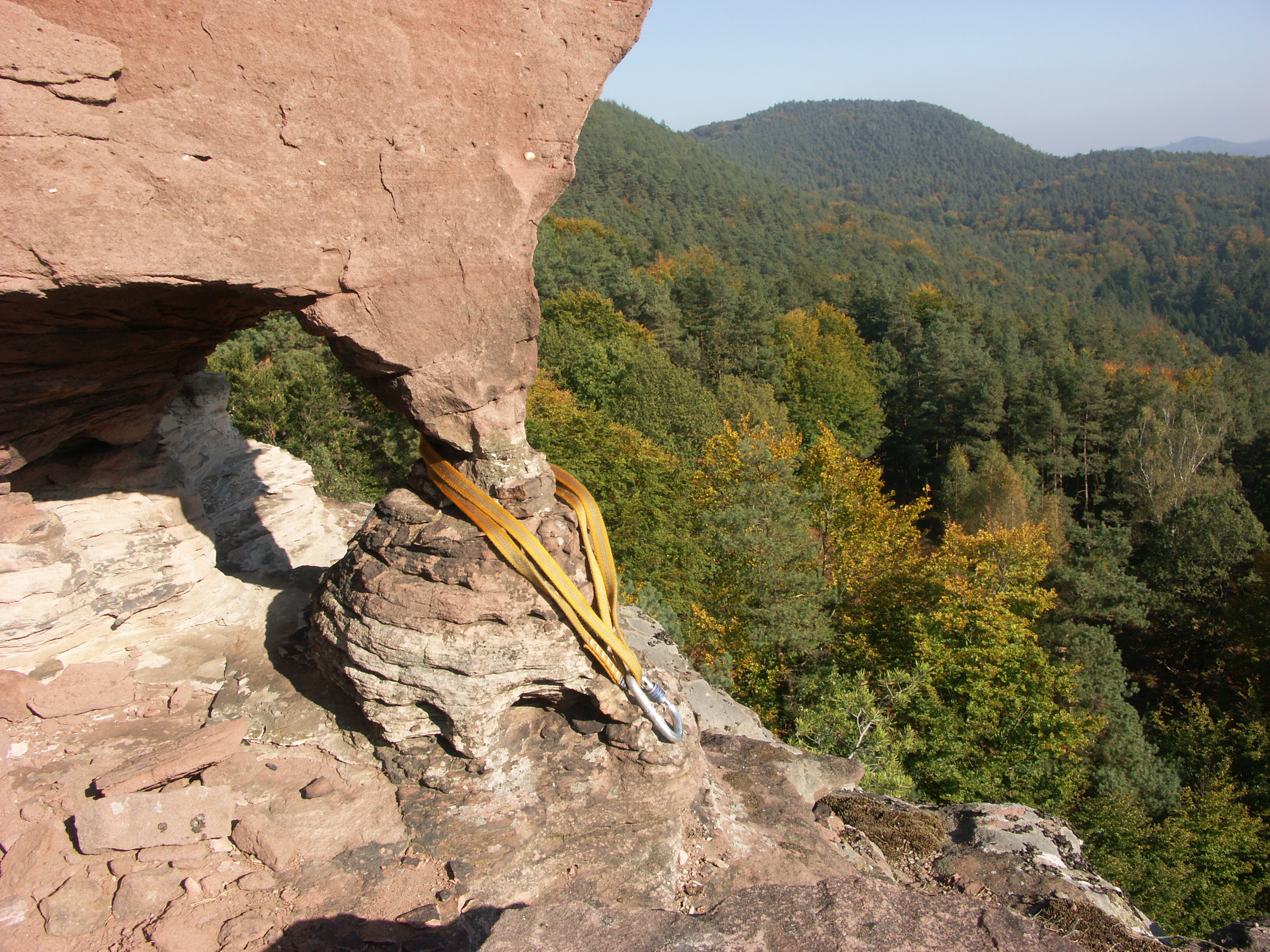
Clessidra utilizzata come punto di ancoraggio

Il punto di ancoraggio in arrampicata, alpinismo e nelle discipline tecnicamente affini come speleologia e torrentismo è un punto nel quale viene fissata la corda alla roccia, ghiaccio o pannelli artificiali nel caso di arrampicata indoor. Il punto di ancoraggio è quindi uno dei componenti della catena di assicurazione.
Il punto di ancoraggio deve dare la possibilità di fissarsi in modo stabile e sicuro alla superficie, mentre la corda viene collegata generalmente attraverso un moschettone o (più comunemente) un rinvio che permettono di fissare la corda in modo stabile oppure di lasciarla scorrere al suo interno, in funzione della finalità del punto di ancoraggio.
I punti di ancoraggio vengono utilizzati per assicurare gli arrampicatori o alpinisti alla sosta, per fissare la corda per le calate e per ridurre l'altezza della caduta del capocordata. In questo caso i punti di ancoraggio sono disposti tra un punto di sosta e l'altro, e la loro distanza varia in base al grado di difficoltà dell'ascensione, e alla possibilità di trovare punti di ancoraggio naturali o punti nella superficie adatti al fissaggio dei punti di ancoraggio artificiali.

## Tipi di punti di ancoraggio
I punti di ancoraggio si dividono in naturali, che sfruttano le caratteristiche dell'ambiente, ed artificiali, ottenuti tramite attrezzi collegati alla parete.

### Punti di ancoraggio naturali
I punti di ancoraggio naturali sono molteplici, potenzialmente qualunque supporto in grado di reggere la caduta (da valutare attentamente, potendo raggiungere le decine di kN) e intorno al quale possa essere sistemato un cordino o una fettuccia, tra cui:
- Spuntoni di roccia[2]
- Clessidre[3]
- Massi o sassi incastrati[4]
- Piante e radici[4]

Su ghiaccio:
- Clessidra di ghiaccio, tecnica Abalakov[5]

### Punti di ancoraggio artificiali

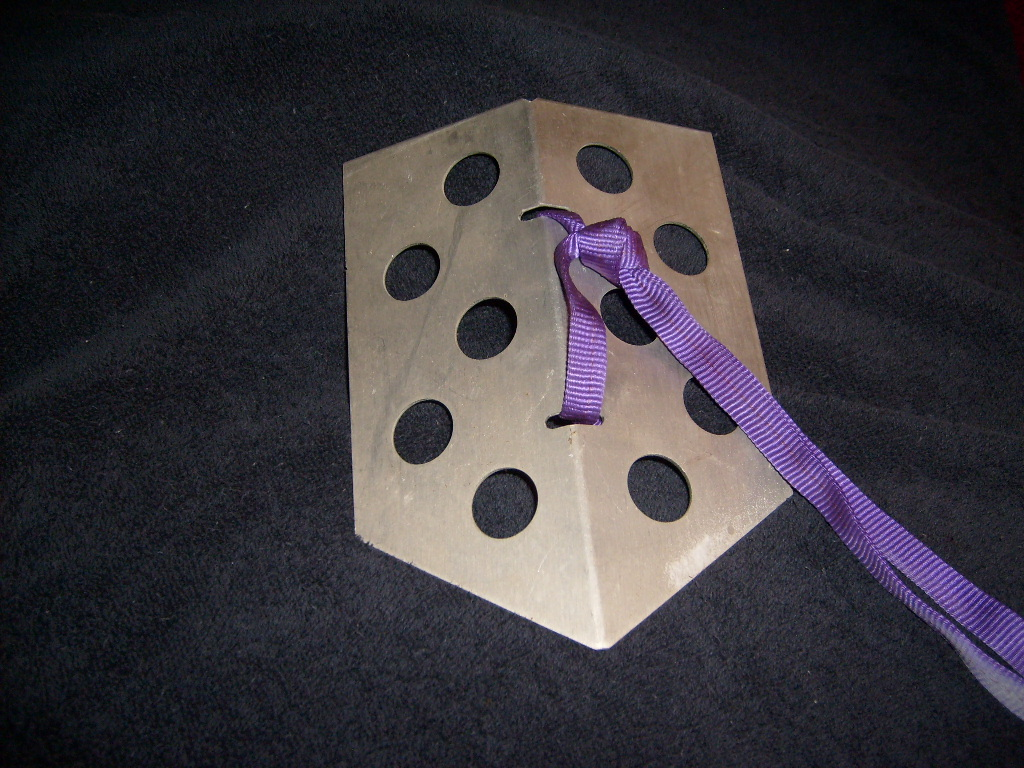
Un corpo morto con fettuccia

I più comuni tipi di punti di ancoraggio artificiale per ascensione su roccia sono:
- Chiodi da roccia[6]
- Spit, Fix e Fittoni resinati[7]
- Nut[8]
- Friend[9]

I più comuni tipi di punti di ancoraggio artificiale per ascensione su ghiaccio sono:
- Viti da ghiaccio[10]
- Piccozza e martello-piccozza[11]
- Sci[12]
- Corpi morti[13]

I punti di ancoraggio artificiali possono essere estemporanei, rimossi o rimovibili al termine dell'ascensione (o discesa in speleologia e torrentismo) come nut, friends e spesso i chiodi convenzionali, oppure permanenti, in grado di resistere per lungo tempo nell'ambiente, come gli spit e i punti di ancoraggio resinati.
Secondo le attuali normative un attrezzo per il punto di ancoraggio artificiale deve avere una tenuta di 22 KN o superiore.